# Gnome–Rhône 14K
A Gnome-Rhône 14K Mistral Major egy 14-hengeres, léghűtéses kétkoszorús csillagmotor. Meghatározó csillagmotor volt a második világháború előtt és alatt. Többezres darabszámban épült, tucatnyi repülőtípusnál alkalmazták. Licenc alapján Európa számos országában és Japánban is gyártották. Magyarországon a Weiss Manfréd Acél- és Fémművek gyártotta WM K–14 típusnéven.

## Alkalmazás

### Franciaország
- Amiot 143
- Aero A.102
- Bloch MB.200
- Bloch MB.210
- Breguet 460
- Breguet 521
- Farman F.222
- Loire 46 C1
- Potez 62
- Potez 651

### Licenc alapján más országokban
Magyarország
- WM–16 Budapest
- WM–21 Sólyom
- WM–23 Ezüst Nyíl
- MÁVAG Héja
- He 46
- He 170
- Ju 86K–2
- SM.75

Lengyelország
- PZL P.24

Németország
- Me 323 Gigant

Olaszország
- Breda Ba.65
- Breda Ba.75
- Breda Ba.88
- Caproni Ca.135
- Caproni Ca.161
- CANT Z.1007
- Piaggio P.XI
- Reggiane Re.2000
- Savoia-Marchetti S.M.79-II
- Savoia-Marchetti S.M.84

Románia
- IAR K.14
- IAR.37
- IAR 80

Svédország
- Saab 17C

Szovjetunió
- Polikarpov I–180
- DB–3
- Szu–2

## Műszaki adatok (14 Kdrs)

### Általános jellemzők
- Típus: Tizennégy-hengeres, kétkoszorús, léghűtéses csillagmotor
- Furat: 146 mm
- Löket: 165 mm
- Hengerűrtartalom: 38,72 l
- Átmérő: 1296 mm
- Száraz tömeg: 540 kg

### Segédberendezések
- Vezérmű: Alul vezérelt, felül szelepelt
- Feltöltő: egyfokozatú centrifugális típusú turbófeltöltő
- Üzemanyagrendszer: Stromberg karburátor
- Üzemanyag: 87-es oktánszámú benzin
- Hűtőrendszer: léghűtés
- Reduktor áttéele: 2:3

### Teljesítményadatok
- 743 kW (996 LE) 2390-es percenkénti fordulatszámon a felszállásnál
- 821 kW (1100 LE) 2390-es percenkénti fordulatszámon 2600 m-en
- Fajlagos teljesítmény: 21,23 kW/l
- Kompresszióviszony: 5,5:1
- Fajlagos üzemanyagfogyasztás: 328 g/(k·•h)
- Kenőolajfogyasztás: 20 g/(kW·h)
- Teljesítmény-tömeg arány: 1,52 kW/kg